# Виви Бикес С.Р.Л. (Кремона)
Виви Бикес С.Р.Л. је насеље у Италији у округу Кремона, региону Ломбардија.
Према процени из 2011. у насељу је живело 3 становника. Насеље се налази на надморској висини од 49 м.